# Providence (Utah)
Providence ist eine Stadt im Norden des US-Bundesstaates Utah. Das U.S. Census Bureau hat bei der Volkszählung 2020 eine Einwohnerzahl von 8218 ermittelt. 
Providence liegt im Cache County am Ostrand des Cache Valley unterhalb der Bear River Mountains. Rund vier Kilometer nördlich liegt Logan, das County Seat von Cache County ist. Providence wurde nach dem Zweiten Weltkrieg zum Vorort von Logan und gehört zu dessen Metropolregion, zu der Siedlungen im Cache County und im Franklin County im benachbarten Idaho zählen.

## Geschichte
Ursprünglich gehörte das Cache Valley zum Streifgebiet der Ute-Indianer. Als wohl erste Weiße erreichten Pelzjäger und -händler das Tal im Frühling 1824 bei der ersten Überschreitung des South Pass durch Mitglieder der Rocky Mountain Fur Company unter Führung von Jedediah Smith. Sie vergruben dort einen Teil der Vorräte, bevor sie sich auf die Flüsse verteilten und auf Biberjagd gingen. Später im Jahr sammelten sie sich wieder, öffneten das Versteck (engl. Cache) und beschlossen in den folgenden Jahren wieder Treffpunkte zur Versorgung mit Vorräten zu organisieren. So entstand die Tradition der Rendezvous. 1826 und 1831 fanden diese Rendezvous wieder im Cache Valley statt.
Ende der 1840er Jahre erkundeten Mormonische Pioniere das nördliche Utah und auch das Cache Valley. Auf Betreiben von Brigham Young, dem Präsidenten der Kirche Jesu Christi der Heiligen der Letzten Tage (Mormonen), entstand 1855 eine erste Farm auf der Ostseite von Cache Valley, nahe dem heutigen Ort. Im Frühling 1857 erreichten eine Familie und ein einzelner Siedler die Region und legten den ersten Acker am Zusammenfluss von Logan River und Spring Creek am Fuß des Logan Peak (2960 m) an. Die nächsten Siedler kamen aber erst 1859, weil die planmäßige Besiedlung der Region nach den Anfängen durch Konflikte gebremst wurde, die 1857/58 zum Utah-Krieg führten.
Die nächsten Pioniere stammten aus North Ogden, einer Ausgliederung von Ogden im Weber County und trafen im April 1859 am Spring Creek ein. Kurz darauf erreichte eine weitere Siedlergruppe das Gebiet und da sie sich mit den zuerst Eingetroffenen nicht einigen konnten, zogen sie rund drei Kilometer den Logan River aufwärts und errichteten eine eigene Siedlung namens Logan. Im Laufe des Jahres fanden sich für beide Ortschaften weitere Siedler, zum Jahresende 1859 zählte Providence 29 Familien.
Die Gruppe vom April 1859 errichtete die ersten festen Blockhäuser, weshalb das Jahr 1859 als Gründungsdatum der Stadt gilt. Providence wird daher als zweite Siedlung in Cache Valley angesehen nach Maughan’s Fort, das schon 1856 von Peter Maughan gegründet worden war. Unter den ersten Familien waren auch drei deutschstämmige, im nächsten Jahr folgten auf Einladung einer der Familien sieben weitere deutschsprachige Familien mit Schweizer Wurzeln. Sie legten die Basis für eine Tradition, die bis heute als jährliches Sauerkraut Dinner gefeiert wird. 
Bereits im ersten Jahr wurde eine Gemeinde (ward) der Kirche Jesu Christi gegründet. Sie wurde Providence genannt, was sich zwei Jahre später auf die Siedlung übertrug, als das erste Postamt eingerichtet wurde. Im November 1862 kam es außerhalb des Ortes zu einem Gefecht mit Schoschonen, der Konflikt eskalierte weiter und führte im Januar 1863 zum Gefecht am Bear River, bei dem ein in der Winterruhe lebendes Dorf der Indianer von der US-Armee angegriffen wurde. Dabei töteten die Soldaten 384 Indianer, darunter Frauen, Kinder und Alte. 1871 wurde ein Gemeindezentrum errichtet und das Siedlungsgebiet offiziell vermessen. Seit 1877 gibt es ein Schulhaus, das 1904 durch einen Neubau mit Glockentürmchen ersetzt wurde, der bis heute steht.
Die wirtschaftliche Grundlage der Siedlung war die Landwirtschaft. Bereits die ersten Siedler brachten Rinder mit, der Ackerbau konzentrierte sich auf Getreide, Luzerne, sowie Erbsen, Bohnen und Zuckerrüben. Es folgten großflächige Obstgärten. Das erste Ladengeschäft wurde von einem der deutschstämmigen Siedler namens Theurer gegründet, 1869 folgte eine Einkaufsgenossenschaft. Schnell wurden auch ein Sägewerk für Bauholz und eine Zuckerfabrik sowie eine Werkstatt zum Eindicken von Melasse gegründet.
Infolge der Anerkennung von Utah als Bundesstaat der Vereinigten Staaten 1890 wurde Providence 1897 als town eingetragen, seit Juli 1929 ist Providence eine city.
Bis 1912 wurde die Eisenbahnlinie der Utah Idaho Central Railroad Company von Logan nach Providence verlängert, ab jetzt konnten in Providence Steinbrüche erweitert werden und für die ganze Region Kalkstein liefern. Die Bahnlinie wurde 1947 eingestellt, nachdem sich der Verkehr auf die Straße verlagert hatte.

## Providence heute
Nach dem Zweiten Weltkrieg wandelte sich der Charakter der Stadt. Der landwirtschaftliche Charakter nahm ab und sie wurde zum Vorort von Logan. Die Stadt gehört heute zu den am schnellsten wachsenden Siedlungen der Region. Zwischen 2000 und 2010 wuchs sie um über 60 %. Die attraktive Lage unter den Bergen in einer kleinen Siedlung zog Einwohner mit hoher formaler Bildung an. In Providence haben 44 % einen Collegeabschluss, gegenüber 35 % in Cache County. Auch im Einkommen liegt Providence über dem Durchschnitt, das Median-Einkommen der Haushalte liegt bei $64.750 gegenüber $47.064 in Cache County.
Durch Providence führen keine großen Straßen, der U.S. Highway 91 verläuft unmittelbar westlich des Stadtgebietes.